# 明永镇
明永镇，是中华人民共和国甘肃省张掖市甘州区下辖的一个乡镇级行政单位。
2015年5月26日，甘肃省民政厅批复同意撤销明永乡，设立明永镇。

## 行政区划
明永镇下辖以下地区：
沿河村、武家闸村、孙家闸村、沤波村、中南村、明永村、永和村、上崖村、下崖村、夹河村、燎烟村和永济村。